# Drnavec lékařský

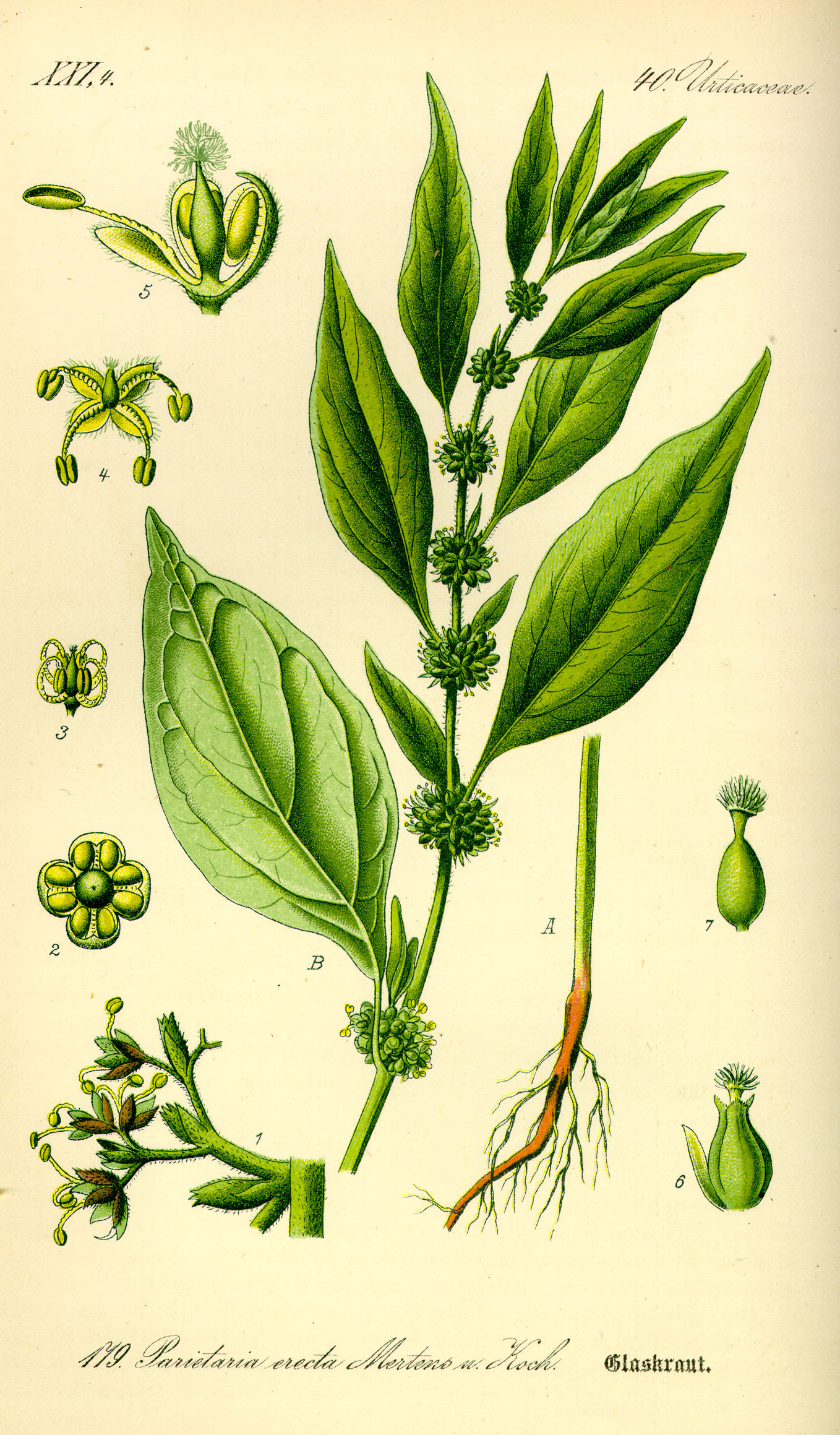
Zobrazení drnavce lékařského

Drnavec lékařský (Parietaria officinalis) je vytrvalá, planě rostoucí rostlina, druh z nevelkého rodu drnavec. Tento původně středomořsko-středoevropský druh se rozšířil téměř po celé Evropě (vyjma severu) a dále po Malé Asii a oblastech přiléhající ke Kavkazu. V přírodě České republiky je považován za naturalizovaný archeofyt, který je v současnosti ohrožen vymizením.

## Ekologie
Preferuje stinná a vlhká stanoviště s humózní půdou bohatou na živiny. Vyrůstá hlavně v lužních lesích, ve vlhkých křovinách, v příkopech, na rumištích i podél starých zdí, nejčastěji na teplých stanovištích mající v půdě dostatek dusíku a vápníku. Kvete od května do října. Listy obsahují hodně draslíku, síry a také kyselinu dusičnou.

## Popis
Vytrvalá bylina s přímou, slabě hranatou lodyhou vysokou 30 až 100 cm, která vyrůstá z krátkého, plazivého oddenku. Lodyha bývá jednoduchá, nebo jen v horní části krátce rozvětvená a má střídavé listy s řapíky o délce 2 až 5 cm. Listové čepele jsou tvaru vejčitého, kopinatého nebo podlouhlého, bývají dlouhé 5 až 10 cm a široké 2 až 4 cm, na bázi jsou zúžené, na konci dlouze špičaté, po obvodě celistvé, na líci tmavě zelené, na rubu našedlé a mají výraznou, často poloprůsvitnou žilnatinu. Lodyha i listy jsou porostlé měkkými chlupy které nejsou žahavé.
Drobné, šedě zelené, přisedlé květy vyrůstají v úžlabí listům podobných listenů a vytvářejí hustá květenství klubka nebo svazečky. Ve spodní části lodyhy jsou květy samčí, výše pak květy samičí a oboupohlavné. Samčí květy mají čtyřdílná, trubkovitá okvětí, čtyři tyčinky a zakrnělý semeník. Samičí květy mají zvonkovitá okvětí, svrchní, jednodílný semeník s čnělkou a štětičkovitou bliznu. Oboupohlavné květy mají obé.
Nenápadné květy nevoní a neobsahují nektar, hmyz je nenavštěvuje a rozptýlený pyl vystřelovaný z pukajících prašníků bývá na blizny zavát větrem. Na podporu opylení cizím pylem dospívají u oboupohlavných květů blizny mnohem dříve, než dozrají prašníky. Tento pyl je poměrně silným jarním alergenem. Plody jsou oválné nažky až 2 mm dlouhé a částečně obalené v suchém, vytrvalém okvětí. Ploidie druhu je 2n = 14.

## Ohrožení
Drnavec lékařský se v dávné minulosti používal jako léčivka, viz druhové jméno, sloužila k léčbě ledvinových a žlučových kamenů, v současnosti se toto již nepraktikuje. V přírodě České republiky je poměrně vzácný a jeho dnešní stavy oproti minulosti poklesly o více než 50 %. Je proto v "Červením seznamu cévnatých rostlin České republiky" z roku 2012 zařazen mezi silně ohrožené druhy (C2t).